# Pierwotniaki
Pierwotniaki (Protozoa) – takson o różnej randze – w zależności od systemu klasyfikacyjnego – obejmujący drobne organizmy, przeważnie heterotroficzne. Początkowo (do XX w.) zaliczane do królestwa zwierząt, w randze typu lub podkrólestwa. W nowszych systemach klasyfikacji włączane są do królestwa Protista jako sztuczny takson (dział) określany też jako protisty zwierzęce. Takson Protozoa jest ponownie wyróżniany w systemach dzielących Protista na organizmy generalnie fotosyntetyzujące – Chromista i niefotosyntetyzujące – Protozoa. Kryterium to jednak nie jest ścisłe, gdyż w niektórych liniach ewolucyjnych zdolność do fotosyntezy umożliwiona przez wtórną endosymbiozę została nabyta jedynie przez niektórych przedstawicieli, a w innych zanikła. Protozoa są uznawane za takson parafiletyczny, a pozostałe eukarionty są jego taksonami potomnymi.
Według jednej z propozycji taksonomicznych, pierwotniaki są wydzielane jako odrębne królestwo Protozoa, obejmując również wielokomórkowe śluzowce, nie obejmując z kolei licznych grup jednokomórkowców zaliczanych do roślin, grzybów lub chromistów. 

## Systematyka

### Systematyka współcześnie
W systemie pięciu królestw (w wersji Whittakera i późniejszych – bakterie, protisty, grzyby, rośliny, zwierzęta) pierwotniaki nie są wyróżniane, a ich zakres odpowiada w przybliżeniu nieformalnej grupie protistów określanej jako protisty zwierzęce. W zależności od podejścia, niektórzy przedstawiciele pierwotniaków (na przykład eugleniny, niektóre bruzdnice) są ujmowani zarówno jako protisty zwierzęce, jak i roślinne. Również wiele protistów grzybopodobnych, zwłaszcza śluzowce, a także grupy takie jak mikrosporydia, bywają zaliczane do różnych grup pierwotniaków. Odnowienie taksonu Protozoa zaproponował Thomas Cavalier-Smith w latach 80. XX w. Początkowo miało to być jedno z dziewięciu królestw, następnie jedno z sześciu (po wchłonięciu proponowanego wcześniej królestwa Euglenozoa). W tym ujęciu organizmy zaliczane zwykle do królestwa Protista należą do dwóch królestw: Protozoa i Chromista, co budzi kontrowersje innych badaczy uważających, że taksony te są sztuczne, a alveolata, zaliczane w pierwszych wersjach systemu do Protozoa, są bliżej spokrewnione z należącymi do Chromista stramenopilami.
Również w systemach rezygnujących z klasycznego rangowania taksonomicznego grupa odpowiadająca pierwotniakom nie jest wyróżniana, a ich przedstawiciele są łączeni w supergrupy, tj. klady obejmujące również organizmy inne niż protisty. Organizmy tradycyjnie zaliczane do pierwotniaków tworzą supergrupy: Excavata (wiciowce), Chromalveolata (wiciowce, orzęski), Opisthokonta (wiciowce kołnierzykowe, mikrosporydia), Rhizaria (ameby), Amoebozoa (ameby).
W systemie Ruggiero i innych z 2015 Protozoa dzielone są następująco:
- królestwo: Protozoa
  - podkrólestwo: Eozoa
    - infrakrólestwo: Euglenozoa
      - typ: Euglenozoa

    - infrakrólestwo: Excavata
      - typ: Loukozoa
      - typ: Metamonada
      - typ: Percolozoa (np. akrazje)

  - podkrólestwo: Sarcomastigota
    -       - typ: Amoebozoa (w tym śluzowce)
      - typ: Choanozoa (wiciowce kołnierzykowe)
      - typ: Microsporidia
      - typ: Sulcozoa

### Systemy historyczne
Do pierwotniaków (Protozoa) w różnych systemach zaliczano różne grupy organizmów. Termin Protozoa wprowadził Georg Goldfuss w roku 1820 jako nazwę dla gromady zwierząt obejmujących następujące grupy: Infusoria (wymoczki, czyli orzęski), Lithozoa (koralowce), Phytozoa (zwierzokrzewy) i Medusinae (meduzy, czyli krążkopławy). Następnie kolejni przyrodnicy przedefiniowując ten takson włączali lub wyłączali z niego kolejne grupy organizmów, np. gąbki, korzenionóżki, desmidie, okrzemki, gregaryny. Formalne znaczenie Protozoa nadał w 1845 Karl Theodor Ernst von Siebold. W jego ujęciu do pierwotniaków zaliczano już tylko organizmy jednokomórkowe. W połowie XIX w. pojawiły się koncepcje systematyczne, w których wyodrębniano trzecie królestwo (Protista, Protoctista) i rezygnowano z łączenia pierwotniaków ze zwierzętami. Pod koniec XIX w. zaś ponownie popularność zyskało ujęcie pierwotniaków jako grupy zwierząt i utrwalony wówczas skład tego taksonu (oraz rozdzielenie „zwierzęcych” pierwotniaków od „roślinnych” mikroglonów) był akceptowany przez naukę przez następne kilkadziesiąt lat. 
W systemie Goldfussa Protozoa były gromadą zwierząt obejmującą gatunki oprócz współcześnie zaliczanych do pierwotniaków głównie współcześnie zaliczane do zwierząt i roślin:
- gromada: Protozoa
  - rząd: Infusoria (wymoczki)
    - rodzina: Monades (m.in. Volvox, Gonium, Paramecium, cerkaria)
    - rodzina: Vorticellae (m.in. Stentor, Vorticella)
    - rodzina: Rotatoria (wrotki)
    - rodzina: Polypi (m.in. Hydra)

  - rząd: Phytozoa (zwierzokrzewy)
    - rodzina: Spongita (gąbki)
    - rodzina: Ceratophyta (m.in. Gorgonia)
    - rodzina: Tubulariae (m.in. Sertularia, mszywioły)
    - rodzina: Pennatulae (m.in. Pennatula)

  - rząd: Lithozoa (koralowce itp.)
    - rodzina: Porinae (m.in. korale madreporowe)
    - rodzina: Isides (m.in. koral szlachetny)
    - rodzina: Corallineae (m.in. glony Corallina, Acetabularia)
    - rodzina: Encrini (m.in. Encrinus)

  - rząd: Medusinae
    - rodzina Aequoreae (m.in. krążkopławy, w tym efyra)
    - rodzina Beroes (żebropławy)
    - rodzina Physsophorae (rurkopławy)
    - rodzina Porpitae

Tradycyjnie pierwotniaki, rozumiane jako jednokomórkowe bezkręgowce, dzielone były głównie na podstawie kryteriów morfologicznych na następujące grupy:
- wiciowce (Flagellates)
- korzenionóżki
- promienionóżki
- sporowce
- orzęski (Ciliates)

Na przełomie XX i XXI w. w jednym z uproszczonych systemów nawiązujących do podziału tradycyjnego zostały poklasyfikowane w następujący sposób:
- podkrólestwo: Protozoa (pierwotniaki, protisty zwierzęce)
  - typ: Microsporidia
  - typ: Pelobiontidida
  - typ: Diplomonadida
  - typ: Zooflagellata (wiciowce zwierzęce)
  - typ: Rhizaria (korzenionóżki)
  - typ: Actinopoda (promienionóżki)
  - typ: Apicomplexa (sporowce)
  - typ: Myxozoa
  - typ: Ciliata (orzęski).

W systemie Cavaliera-Smitha odnowione królestwo Protozoa było dzielone na kilka sposobów, według jednego z nich – z roku 2004 – podział ten przedstawia się następująco:
- królestwo: Protozoa
  - podkrólestwo: Sarcomastigota
    -       - typ: Amoebozoa (w tym śluzowce)
      - typ: Choanozoa (wiciowce kołnierzykowe)

  - podkrólestwo: Biciliata
    - infrakrólestwo: Rhizaria
      - typ: Cercozoa (np. chlorarachniofity)
      - typ: Foraminifera (otwornice)
      - typ: Radiozoa (promienice)

    - infrakrólestwo Excavata
      - typ: Loukozoa
      - typ: Percolozoa (np. akrazje)
      - typ: Euglenozoa
      - typ: Metamonada (np. Parabasalia, Anaeromonadea)

    - infrakrólestwo Alveolata 
      - typ: Myzozoa
      - typ: Ciliophora (orzęski)

    - taksony Biciliata incertae sedis
      - typ: Apusozoa
      - typ: Heliozoa (słonecznice)

## Morfologia i anatomia
Pierwotniaki to organizmy o zróżnicowanej budowie morfologicznej. Wielkość ich ciał waha się od 10 μm do kilku milimetrów. Zazwyczaj w budowie można wyróżnić przód, tył, oraz strony grzbietową i brzuszną.
Pierwotniaki wykształciły pellikulę – błonę komórkową podścieloną utworami błoniastymi (efekt: wzmocnienie całej konstrukcji). Jej dodatkową właściwością jest "elastyczność", pozwalająca na poruszanie się ruchem ameboidalnym.
Komórki pierwotniaków wypełnia cytoplazma, najczęściej podzielona na zewnętrzną ektoplazmę oraz ulokowaną centralnie w komórce endoplazmę.
U pierwotniaków wyróżnia się wyspecjalizowane organelle ruchowe:
1. Wić (flagellum), rzęska (cilia) – identyczne twory pod względem konstrukcji, jednak różniące się ilością, wielkością oraz tym, iż rzęski połączone są włókienkami pod warstwą błony komórkowej (pellikuli) – co pozwala na skoordynowanie ruchów.
2. Nibynóżki (pseudopodia) – wykształcone u niektórych zarodziowców, ich działanie polega na przelewaniu cytoplazmy do różnych rejonów komórki, a co za tym idzie, tworzenie "wypukleń" – co pozwala na przemieszczanie się ruchem ameboidalnym oraz na "oblewanie" ciała potencjalnej ofiary.

Pierwotniaki to organizmy heterotroficzne. Część wiciowców może odżywiać się autotroficznie (miksotrofizm).
Ponieważ pierwotniaki to małe organizmy, o względnie niskim tempie przemian i dużej powierzchni, wydalanie jest przeprowadzane w drodze dyfuzji.

## Rozmnażanie się pierwotniaków
Pierwotniaki, jako jednokomórkowce rozmnażają się tylko bezpłciowo – zazwyczaj rozmnażanie polega wtedy na podziale mitotycznym komórki – powstają dwie komórki potomne o jednakowym podłożu genetycznym, co prowadzi do szybkiego zwiększenia ilości osobników danego gatunku. Zasadniczą wadą jest brak zmienności genetycznej.
Wśród pierwotniaków występują zarówno formy haploidalne, jak i diploidalne.

### Rozmnażanie orzęsków (Ciliata)
Cechą szczególną orzęsków jest obecność dwóch typów jąder : dużego makronukleusa (Ma) i małego mikronukleusa (Mi). Ma spełnia funkcję jądra komórkowego – steruje syntezą białek, a pośrednio całym metabolizmem komórki. Podczas tworzenia się Ma, niektóre fragmenty chromosomów namnażają się wewnątrz niego intensywnie. Powstaje dziwne jądro, które nie zawiera pełnej informacji genetycznej, ale zawarta w nim ilość DNA, wynosi tyle, co w 60 – 1500 jądrach haploidalnych. Mi jest diploidalny i stanowi pełne archiwum informacji genetycznej, czynne tylko w procesie płciowym.
Orzęski rozmnażają się poprzez podział poprzeczny. Mi dzieli się mitotycznie, a Ma amitotycznie. Ponieważ Mi jest archiwum, które zapewnia ciągłość gatunku musi się on dzielić bardzo dokładnie, z mitotyczną precyzją. W roboczym Ma, przy tak dużej ilość DNA parę kawałków chromosomów w jedną lub w drugą stronę nie robi większej różnicy.
Proces płciowy orzęsków przypomina zapłodnienie krzyżowe zwierząt – obojnaków. Orzęski sklejają się po dwa. W każdym z nich Mi przechodzi mejozę i inne złożone przemiany, w których wyniku powstają dwa jądra haploidalne. Jedno z nich jest nieruchome (podobnie jak komórka jajowa), zaś drugie zachowuje się jak plemnik – wędruje do ciała partnera i tam łączy się z jego jądrem nieruchomym. Proces ten przebiega jednocześnie w obu orzęskach, więc po zapłodnieniu każdy z nich ma jedno jądro diploidalne, ale już ze zmienionym garniturem genów, gdyż połowa pochodzi od partnera. Taka wymiana i rekombinacja materiału genetycznego to zasadniczy sens każdego procesu płciowego. Następnie orzęski rozdzielają się. Diploidalne jądro każdego z nich przechodzi dalsze przemiany i podziały, aż wreszcie powstają; mikronukleus, który będzie przechowywał nową, zrekombinowaną informację genetyczną i makronukleus, który będzie ją wcielał w życie. W miarę, jak nowy makronukleus dojrzewa i stopniowo przejmuje obsługę komórki, stary makronukleus zanika.

## Zmysły, wrażliwość
Pierwotniaki zdolne są do odbioru bodźców zewnętrznych oraz reagowania na nie. Odbywa się to na zasadzie elektrycznej, dzięki polaryzacji błony komórkowej. Niektóre pierwotniaki wykształciły specyficzne organelle do percepcji wrażeń świetlnych – jak np. czerwona plamka oczna.

## Choroby człowieka wywoływane przez pierwotniaki
Do chorób zakaźnych człowieka, czyli takich, które wywołane są przez chorobotwórcze drobnoustroje i wytwarzane przez nie biologiczne czynniki, zalicza się między innymi: 
- śpiączka afrykańska,
- lamblioza,
- malaria,
- toksoplazmoza,
- czerwonka amebowa
- rzęsistkowica.

## Znaczenie pierwotniaków
Znaczenie pierwotniaków:
A) w przyrodzie:
- Niektóre z wiciowców żyją w symbiozie z termitami (występują w ich układzie pokarmowym i trawią drewno, które zjadają termity). Takie pierwotniaki są symbiontami.
- Pierwotniaki orzęsków, zamieszkujące układ pokarmowy zwierząt roślinożernych takich jak np. owce lub krowy, umożliwiają przyswojenie błonnika z pokarmów roślinnych. Takie pierwotniaki również nazywa się symbiontami.
- Użyźniają glebę uczestnicząc w tworzeniu próchnicy.
- Stanowią pokarm dla innych zwierząt (wchodzą np. w skład zooplanktonu).
- Tworzą pokłady skał wapiennych na dnie zbiorników wodnych.
- Są też tzw. skamieniałościami przewodnimi, na podstawie których ocenia się wiek osadów.
- Niszczą organizmy chorobotwórcze w przewodzie pokarmowym kręgowców.
- Pasożytują na roślinach i zwierzętach, powodując ich zgon.
- Niektóre pierwotniaki są pasożytami wywołującymi groźne choroby: śpiączkę afrykańską (wywołuje ją trypanosoma gambiense), malarię, czerwonkę pełzakowatą, owrzodzenie jelita grubego.

B) w życiu człowieka:
- Ich obecność jest wskaźnikiem do określania czystości wód.
- Są organizmami wykorzystywanymi przy biologicznym oczyszczaniu ścieków.
- Pasożytują na zwierzętach i roślinach, zabijając ich całe grupy oraz przenosząc groźne choroby zakaźne na ludzi, takie jak toksoplazmoza (przenoszona przez kontakt z odchodami kocimi).

## Okres istnienia
Pierwotniaki to prawdopodobnie najstarsze jądrowce. Są dowody na to, że żyły na Ziemi już 600 mln lat temu.
| ← mln lat temuPierwotniaki istnieją co najmniej od 600 mln lat. |          |            |          |          |           |         |          |         |          |           |      |    |
| Prekambr←4,6 mld                                                | Kambr541 | Ordowik485 | Sylur443 | Dewon419 | Karbon359 | Perm299 | Trias252 | Jura201 | Kreda145 | Paleog.66 | Ng23 | Q2 |